# أساسيات تبادل البيانات عبر شبكة الاتصال
لعل أساسيات تبادل البيانات عبر شبكة الاتصال لدى النظام العالمي للإتصالات المتنقلة GSM الذي يتكلف بتنظيم المكالمات وإدارة الاتصال رغم تنقل مستخدمي الهواتف المحمولة أثناء التجوال ضمن نطاق النظام الفرعي للمحطة الأساسية. والتي تتم تحت إشراف مشغلي الهاتف المحمول التي تسمح لأجهزة الهواتف النقالة بالاتصال ببعضها البعض ضمن الشبكة العامة لتحويل الهاتف. ولتحقيق ذلك يتطلب الأمر مجموعة من الأنظمة والعقد وأبراج الاتصال ، بحكم أن الاتصال لا يتم دائما في مكان ثابت.

## مركز إجراء تحويلات خدمة الهاتف
مركز إجراء تحويلات خدمات الهاتف، هو في الأساس عبارة عن عقدة توزيع، مسؤولة عن توجيه المكالمات الصوتية ورسائل sms، تقوم أيضا بتنظيم العمل بطريقة ند لند، والسماح بالاتصال بالنظام العالمي للإتصالات المتنقلة وحساب مصاريف المكالمات .
عندما يتم إرسال رسالة نصية أو مكالمة صوتية فإنه يتم حصريا على مستوى مركز إجراء تحويلات خدمات الهاتف ، تحويل صيغة المرسولات من أرقام (الرسالة النصية أو المكالمات الصوتية في الأصل عبارة عن أرقام يتعذر على العميل فهمها) إلى صيغة مفهومة عبارة عن حروف أو صور أو صوت ..

### عناصر أساسية أخرى لنظام GSM مرتبطة بمركز إجراء تحويلات خدمات الهاتف
نذكر مايلي:
- مسجل موقع المشتركين عامة ، ليحصل المركز على معلومات بطاقة وحدة تعريف المشترك ورقم الهاتف قبل إجراء الإتصال .
- النظام الفرعي للمحطة الأساسية ، الذي يتولى الاتصالات اللاسلكية لمستعملي هواتف الجيل الثاني .
- يوتران ، الذي يتولى الاتصالات اللاسلكية لمستعملي هواتف الجيل الثالث 3G

### تنفيد المهام
تشمل مركز إجراء تحويلات خدمات الهاتف:
- توصيل المكالمات للعملاء بناءا على المعلومات المقدمة من مسجل موقع المستخدمي المنتقلين .
- ربط المكالمات الصادرة إلى مشتركي الهاتف المحمول أخرين.
- توجيه رسائل العملاء النصية إلى مركز خدمة الرسائل القصيرة والعكس بالعكس .
- إجراء اتصالات بين مراكز تحويل خدمات الهاتف المختلفة.
- دعم الخدمات الإضافية مثل المكالمات الجماعية .
- حساب الفاتورة.

## مسجل مواقع المشتركين عامة
مسجل موقع المشتركين عامة عبارة عن مركز يحوي بيانات مفصلة لكل هاتف مشترك لدى النظام العالمي للإتصالات المتنقلة. يمكن أن يكون هناك عدة مسجلي بيانات المشتركين لكل شبكة هواتف عامة ، حيث ترتبط هوية دولية لمشترك جوال واحدة مع مسجل مواقع واحد (ترتبط الأخيرة بمجموعة من العقد)
يتكلف مسجل مواقع المشتركين عامة بنخزين معلومات كل وحدة تعريف مشترك على حدة.

### تنفيد المهام
المهمة الرئيسية للمسجل هي التوصل بمعلومات وحدة تعريف المشترك SIM والهواتف حتى مع تنقل المشتركين من مكان لأخر، ولذلك يقوم بالتالي:
- إرسال المعلومات إلى مسجل موقع المستخدمي المنتقلين أو إلى عقدة خدمة نفل المعلومات ، ما أن يصل المشترك إلى منطقة تغطية جديدة.
- جعل مسجل مواقع المشتركين عامة وسيط بين مركز خدمة الرسائل القصيرة ومسجل موقع المستخدمي المنتقلين ، وذلك للسماح بالرسائل أو المكالمات الواردة بالوصول لوجهتها.
- حذف بيانات المستخدم من مسجل موقع المستخدمي المنتقلين ، ما إن يغادر المستخدم منطقة مسجل موقع المستخدمي المنتقلين المسؤول عنها

## مركز إجراء المصادقات
تكمن مهمة مركز إجراء المصادقات في السماح لبطاقة SIM بلاتصال بنظام GSM. وبمجرد اتصالها يقوم مسجل مواقع المشتركين عامة بالحصول على معلومات البطاقة
في حلة غياب المصادقة ، فلن يكون هناك أي اتصال بين بطاقة SIM والنظام العالمي للإتصالات المتنقلة GSM

## مسجل موقع المستخدمي المنتقلين

### تنفيد المهام
- إرسال معلومات إلى مسجل مواقع المشتركين عامة بوصول المشترك إلى منطقة ضمن نطاق تغطية مسجل موقع المستخدمي المنتقلين.
- تتبع موقع المستخدم ضمن منطقة تغطية مسجل موقع المستخدمي المنتقلين.
- السماح أو عدم السماح للمستخدم بولوج الخدمات كافة أو أجزاء منها (خدمة ويكيبيديا المجانية مثلا).
- إحصاء عدد المستخدمين الغير متوفرين أثناء إجراء مكالمة.
- حذف بيانات المشترك في حالة غيابه لفترة محددة في منطقة تغطية مسجل موقع المستخدمي المنتقلين ويبلغ ذلك بمسجل مواقع المشتركين عامة (على سبيل المثال ، عند إطفاء الهاتف ، أو مغادرة المستخدم إلى منطقة خارج التغطية لفترة طويلة).
- حذف سجلات المشترك عند انتقاله إلى نطاق تغطية مسجل موقع المستخدمي المنتقلين أخر، وذلك بعد إذن من مسجل مواقع المشتركين عامة.